# Helena Chodkowska
Helena Chodkowska (ur. 3 kwietnia 1947 w Olsztynku, zm. 21 sierpnia 2006) – polska pedagog i polityk, posłanka na Sejm PRL IX kadencji.

## Życiorys
Ukończyła Studium Nauczycielskie w Ciechanowie; później studiowała na Uniwersytecie Gdańskim (studia I stopnia) i Uniwersytecie Warszawskim, uzyskując w 1984 dyplom magistra filologii rosyjskiej. W szkolnictwie pracowała w latach 1967–1977, następnie była zatrudniona w ciechanowskim Cechu Rzemiosł Różnych. W 1979 została etatową pracowniczką Wojewódzkiego Komitetu Stronnictwa Demokratycznego w Ciechanowie. Pracowała m.in. na stanowiskach kierownika wydziału i sekretarza. Zasiadała w Centralnym Komitecie oraz w Prezydium Centralnego Komitetu Stronnictwa (1985–1989). Była również przewodniczącą Wojewódzkiego Komitetu Stronnictwa Demokratycznego w Ciechanowie (1981–1989). 
Przez dwie kadencje była wiceprzewodniczącą Wojewódzkiej Rady Narodowej w Ciechanowie, gdzie była odpowiedzialna za regionalny rozwój oświaty. W 1985 uzyskała mandat posłanki na Sejm PRL IX kadencji z ramienia Stronnictwa Demokratycznego; reprezentowała ówczesny okręg wyborczy nr 13 – Ciechanów. Zasiadała w Komisji Edukacji Narodowej i Młodzieży, Komisji Odpowiedzialności Konstytucyjnej, Komisji Nadzwyczajnej do rozpatrzenia projektu ustawy o zasadach udziału młodzieży w życiu państwowym, społecznym, gospodarczym i kulturalnym, Komisji Kultury oraz w Komisji Nadzwyczajnej do rozpatrzenia projektu ustawy o mieniu komunalnym. W 1987 była sekretarzem Międzyresortowej Komisji ds. Realizacji Konwencji Praw Dziecka. Wchodziła również w skład prezydium Rady ds. Rodziny przy Prezesie Rady Ministrów. W wyborach w 1989 bez powodzenia ubiegała się o stanowisko senatora w województwie ciechanowskim. 
Za działalność na rzecz dzieci otrzymała w 1989 Medal Parlamentu od marszałka Sejmu. W 1990 została powołana na dyrektora generalnego w Ministerstwie Edukacji Narodowej w rządzie Tadeusza Mazowieckiego. W 1992 założyła niepubliczną Wyższą Szkołę Zarządzania i Marketingu w Warszawie, a w 1994 Wyższą Szkołę Administracji i Biznesu w Gdyni. 
Zmarła 21 sierpnia 2006. 25 października tego samego roku została patronką założonej przez siebie Wyższej Szkoły Zarządzania i Prawa w Warszawie. Pochowana na cmentarzu komunalnym przy ul. Grunwaldzkiej w Olsztynku.

## Odznaczenia
W 1997 otrzymała Medal Komisji Edukacji Narodowej. W 1989 została odznaczona Krzyżem Kawalerskim, a w 2000 Oficerskim Orderu Odrodzenia Polski.